# Римский-Корсаков, Георгий Михайлович
Георгий Михайлович Римский-Корсаков (13 [26] января 1901, Санкт-Петербург ― 10 сентября 1965, Ленинград) ― русский советский композитор, музыкальный педагог. Доцент, кандидат искусствоведения.

## Биография
Родился 13 января (26 января по новому стилю) в Санкт-Петербурге в семье зоолога Михаила Николаевича Римского-Корсакова. Внук известного русского композитора Николая Андреевича Римского-Корсакова. В 1926 году окончил Ленинградскую консерваторию по классу композиции у М. О. Штейнберга (который же был его дядей), а в 1929 году ― аспирантуру Ленинградского института театра и музыки. Защитил диссертацию на соискание учёной степени кандидата искусствоведения по теме теории музыки и акустики; научные руководители ― Б. В. Асафьев и А. В. Финагин. С возникновением звукового кино в СССР (1928) работал в лабораториях и на студиях «Ленфильма» и «Техфильма». Звукорежиссёр кинофабрики «Ленфильма» в 1929―1932 гг. Научный сотрудник Ленинградского института театра и музыки по отделам музыки и кино в 1929―1932 и 1942―1946 гг. В 1927―1962 гг. преподавал музыкальную акустику и инструментовку в Ленинградской консерватории (с 1928 доцент), музыкально-теоретические предметы ― в Томском музыкальном училище в 1942―1944 гг. Один из основателей Дома-музея Н. А. Римского-Корсакова (Тихвин, 1944).
Был автором статей и книг, музыки к спектаклям «Степан Разин» В. Каменского (совместно с Н. Малаховским, 1924, Ленинград), «Ленин» (монтаж разных авторов, совм. с Н. Малаховским, Ю. Тюлиным, 1925, там же) и других сочинений по вопросам музыкальной акустики, музыкальной теории, теории четвертитоновой системы, в том числе «Обоснование четвертитоновой системы».
Умер 9 сентября 1965 года в Ленинграде. Похоронен на Шуваловском кладбище.